# The Slackers

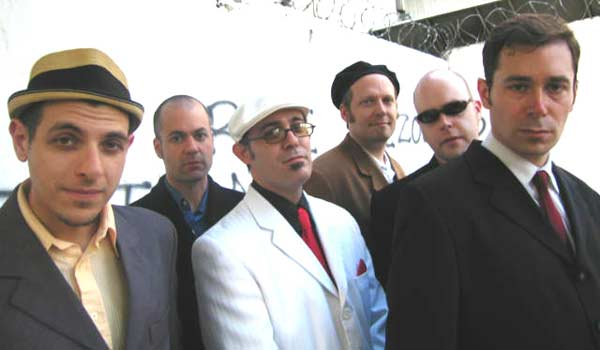
The Slackers (v.l.n.r) Vic Ruggiero, Ara Babajian, Marcus Geard, Dave Hillyard, Jay Nugent, Glen Pine

The Slackers ist eine US-amerikanische Ska-Band aus New York, die 1991 gegründet wurde.

## Bandgeschichte
Die Band wurde 1991 in New York gegründet. Ihr erstes Album Better Late Than Never erschien 1996 auf Moon-Records. Im darauffolgenden Jahr unterschrieb die Band einen Vertrag bei Hellcat Records.
Im Jahr 2000 entstand mit Live at Ernesto’s ihr erstes Live-Album. Mittlerweile ist sie ein fester Begriff in der Ska-Szene, die Band tourt regelmäßig durch Europa und die USA und gilt unter Fans als hervorragende Liveband.
Die Band formierte sich in der Folge der dritten Ska-Welle, die in den 1980er Jahren entstand. Musikalisch orientiert sich die Band am authentischen Ska aus Jamaika.

## Bandbesetzung
- Vic Ruggiero – Orgel und Gesang
- Jay „Agent Jay“ Nugent – Gitarre
- Dave Hillyard – Saxophon
- Glen Pine – Posaune und Gesang
- Marcus Geard – Bass
- Ara Babajian – Schlagzeug

## Ehemalige Mitglieder
- Marq „Q-Maxx 4:20“ Lyn – Gesang
- TJ Scanlon – Gitarre
- Luis „Zulu“ Zuluaga – Schlagzeug
- Allen Teboul – Schlagzeug
- Jeremy „Mush One“ Mushlin – Trompete
- Jeff „King Django“ Baker – Posaune
- Tobias Fields – Congas
- Eric „E-ROC“ Singer – Alt-Saxophon

## Diskografie

### Alben
- 1996: Better Late Than Never (Re-Released as Do.LP in 2002 on Special Potato)
- 1997: Redlight
- 1998: The Question (Do. LP)
- 1999: Before There Were Slackers There Were ...
- 2000: Live at Ernesto’s
- 2001: Wasted Days
- 2003: From New York to Luxembourg (Live at  the KUFA Vol. 1) limited Edition 500 copies
- 2003: Close My Eyes
- 2003: The Slackers and friends
- 2003: Upsettin’ Ernesto’s
- 2005: Slack in Japan
- 2005: An Afternoon in Dub
- 2006: Peculiar
- 2007: The Boss Harmony Sessions
- 2008: Self-Medication
- 2009: Lost & Found
- 2010: The Great Rocksteady Swindle
- 2012: The Radio
- 2016: The Slackers
- 2022: Don't Let the Sunlight Fool Ya

### DVDs
- Give 'Em the Boot DVD (2005): "And I Wonder"
- The Slackers: A Documentary (2007)
- The Flamingo Cantina Series With The Slackers (2009)

### Singles und EPs
- 1997: Watch This (CD Single)
- 1998: Have The Time (CD Single)
- 2004: International War Criminal EP (CD Single)
- 2007: Yer Still Blue (Ltd. Tour CD Single) Special Potato
- 2007: Minha Menina 7" (Single, Vinyl only Ltd. to 550) Music with Soul Records
- 2020: Nobody's Listening / Sleep Outside
- 2020: Blue
- 2021: Windowland / I Almost Lost You
- 2022: Don't Let The Sunlight Fool Ya (Single)
- 2022: New York Berlin / Tell Them No

Anmerkung
Die meisten Alben wurden auf Hellcat Records veröffentlicht, einem Unterlabel von Epitaph Records. Better Late than never erschien ursprünglich auf dem New Yorker Label Moon Ska Records (zurzeit existiert davon nur noch der europäische Ableger Moon Ska Europe. Labelchef und Sänger der New Yorker Band The Toasters Robert „Bucket“ Hingley hat aber mit Megalith Records längst eine neue Plattenfirma eröffnet). Bereits für das zweite reguläre Studioalbum Redlight wechselten die Slackers dann (wie auch einige andere Bands, z. B. die Pietasters) an die Westküste zu Tim Armstrongs Label Hellcat. Dort erschienen die weiteren regulären Studioalben.
Die 2008 veröffentlichte Scheibe Self Medication erschien auf Indication Records und in Europa bei moanin’ (LP auf Special Potato Records). Das letzte Album The Radio erschien in den USA beim Label Whatevski in Europa erneut bei moanin’ und in Japan beim Label Ska In The World Records mit veränderter Reihenfolge der Stücke unter dem Titel Ganbare (japanisch: Gib dein Bestes). Die Band schließt allerdings ausdrücklich eine zukünftige Zusammenarbeit mit Tim Armstrong und Hellcat nicht aus. Der Wechsel des Labels hat nach Aussage der Band lediglich mit dem gewünschten Veröffentlichungstermin der Platte zu tun. Seit 2020 veröffentlicht die Band verstärkt über die Plattform Bandcamp Material.